# Gastrops bicuspidatus
Gastrops bicuspidatus är en tvåvingeart som först beskrevs av Karsch 1881.  Gastrops bicuspidatus ingår i släktet Gastrops och familjen vattenflugor. Inga underarter finns listade i Catalogue of Life.